# 네트워크 자원
네트워크 자원 또는 네트워크 리소스(Network Resource)는 망장치 및 망장치로 이루어진 망의 내부 자원을 총칭한다. 때론, 망의 내부 자원만을 일컫는다. 망자원이라고 이르기도 한다.
- 망장치: 네트워크 스위치(Network Switch), 라우터, 게이트웨이, 다중화기(Multiplexer), 역다중화기(Demultiplexer), 모뎀(Modem), 공유기, 무선 네트워크용 안테나 및 리시버, 더 넓게는 네트워크라인까지 포함한다.

- 망 내부 자원
  - 대역폭(Bandwidth) : 쉽게 제공 가능한 전송 속도로 이해할 수 있다. 기본 단위는 bps(bit per second)이다. 우리가 흔히 쓰는 유선 인터넷 선(Catergory 5)은 100Mbps의 대역폭까지 지원한다.
  - 버퍼(buffer) : 네트워크 장치 내부의 메모리 공간. 네트워크 속에 흐르는 정보를 임시로 저장하는 곳으로 네트워크 장치마다 각기 다른 크기를 가진다. 만약, 순간적으로 이 버퍼의 크기 이상으로 데이터가 흘러들어오면, 초과분은 폐기된다.